# Sant'Alberto all'Esquilino
Sant'Alberto all'Esquilino, även benämnd Sant'Alberto Magno all'Esquilino och Sant'Alberto dei Raccomandati, var en kyrkobyggnad i Rom. Kyrkan var belägen på Esquilinens sluttning vid Vico Patrizio, dagens Via Urbana, i närheten av basilikan Santa Maria Maggiore och Santa Pudenziana i Rione Monti.

## Titelhelgonet
Det har antagits att ifrågavarande kyrka var helgad åt den helige Albertus Magnus, men denne avled 1280 och blev inte saligförklarad förrän 1622. Historikern Massimo Pautrier hävdar, att kyrkan kan ha varit helgad åt benediktinmunken Albert av Genua eller biskopen Albert av Vercelli, men det troligaste är att den var helgad åt biskopen och martyren Adalbert av Prag, vilken från 1000-talet vördades i Rom.

## Kyrkans historia
Det har inte klarlagts när kyrkan uppfördes, men dess första dokumenterade omnämnande återfinns i ett dokument från den 7 maj 1224. Kyrkan var belägen i ett litet område med namnet Pozzo Roncone, uppkallat efter en brunn i grannskapet. Kyrkan och det intilliggande pestsjukhuset förlänades på 1200-talet åt Compagnia dei Raccomandati di Maria Vergine, ett brödraskap som senare blev Arciconfraternita del Gonfalone. Sjukhuset var i bruk fram till och med år 1414, då det i samband med Vladislav av Neapels belägring av Rom plundrades och gjordes om till stall.
År 1421 överlät påve Martin V kyrkan och det nedgångna sjukhuset åt Compagnia di Santa Maria e Sant'Elena all'Aracoeli, som lät restaurera byggnaderna. Åt Compagnia dei Raccomandati di Maria Vergine uppläts då ett sidokapell i Santa Maria Maggiore; detta sidokapell, det nuvarande Cappella del Santissimo Crocifisso, var ursprungligen invigt åt den helige Albertus Magnus. År 1549 övertogs kyrkan av en nunneorden, men det dröjde inte många år förrän den återgavs åt Compagnia dei Raccomandati di Maria Vergine, vilket nu hade gått samman med några mindre brödraskap och bildat Arciconfraternita del Gonfalone. Efter år 1569 upphör omnämningarna av Sant'Alberto-kyrkan, vilket kan tyda på att den blev dekonsekrerad; enligt Ferruccio Lombardi användes kyrkobyggnaden därefter som spannmålsmagasin.
Påve Sixtus V (1585–1590) lät år 1587 resa Esquilinobelisken bakom Santa Maria Maggiores absid. I samband med detta företag genomfördes genomgripande systematiseringar och omändringar i områdets gatubild. Kyrkan Sant'Alberto all'Esquilino revs tillsammans med många andra byggnader, bland annat San Luca all'Esquilino.

## Omnämningar i kyrkoförteckningar
| Katalog                   | År         | Benämning                |
| ------------------------- | ---------- | ------------------------ |
| Il Catalogo di Torino     | cirka 1320 | Hospitale sancti Alberti |
| Il Catalogo del Signorili | cirka 1425 | sci. Alberti             |